# Protein Data Bank

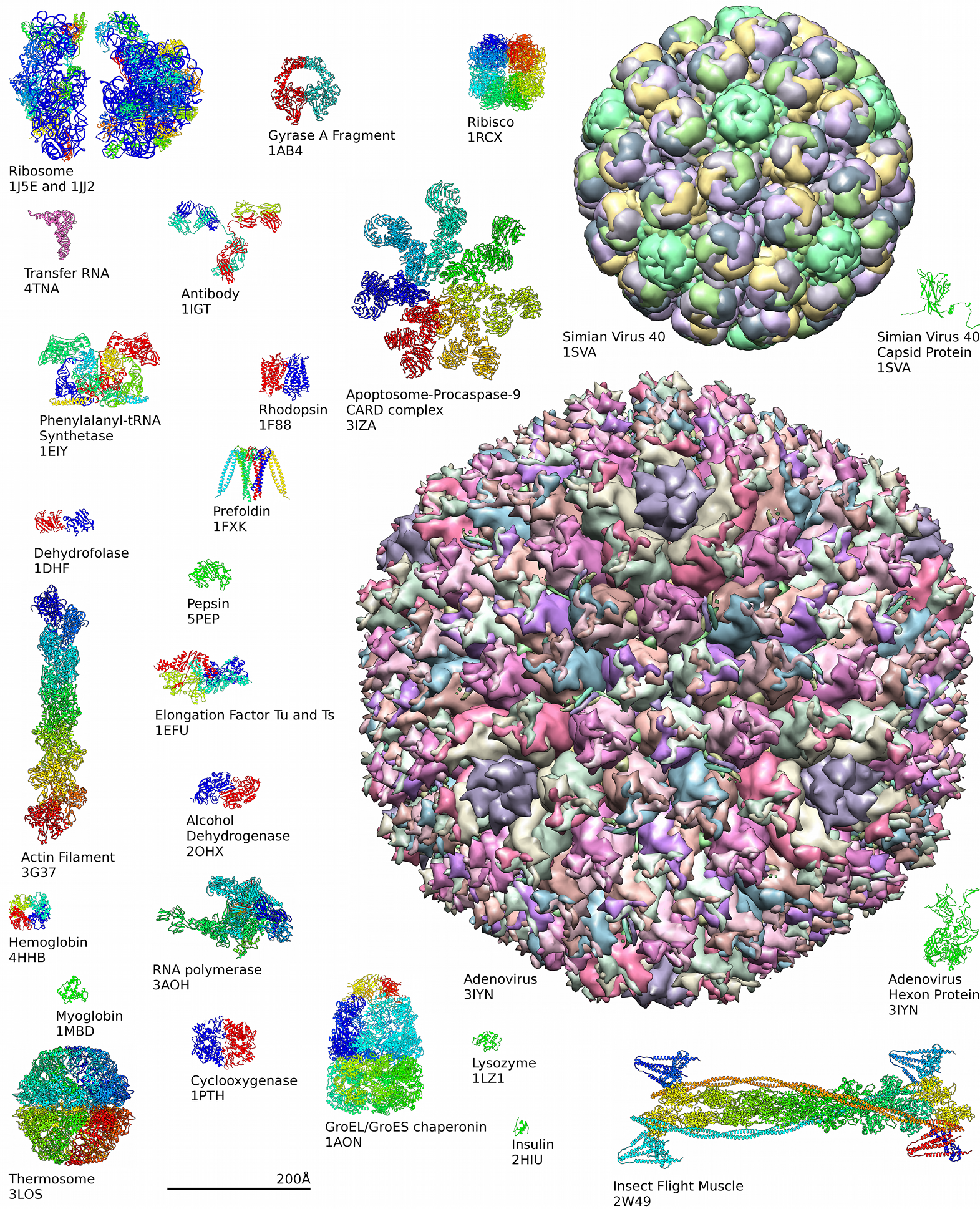
Ejemplos de estructuras de proteínas de la PDB

Protein Data Bank (PDB) (Banco de Datos de Proteínas) es una base de datos de la estructura tridimensional de las proteínas y ácidos nucleicos. Estos datos, generalmente obtenidos mediante cristalografía de rayos X o resonancia magnética nuclear, son enviados por biólogos y bioquímicos de todo el mundo. Están bajo el dominio público y pueden ser usados libremente.  El PDB está supervisado por una organización llamada Worldwide Protein Data Bank (wwPDB).

## Historia
Dos hechos  convergieron para iniciar la PBD: una colección pequeña pero creciente de conjuntos de datos de estructura de proteínas determinados por difracción de rayos X; y la pantalla de gráficos moleculares recientemente disponible (1968), Brookhaven RAster Display (BRAD), para visualizar estas estructuras de proteínas en 3-D. En 1969, con el patrocinio de Walter Hamilton en el Laboratorio Nacional de Brookhaven , Edgar Meyer ( Texas A&M University ) comenzó a escribir software para almacenar archivos de coordenadas atómicas en un formato común para que estén disponibles para la evaluación geométrica y gráfica. En 1971, uno de los programas de Meyer, SEARCH, permitió a los investigadores acceder de forma remota a la información de la base de datos para estudiar las estructuras de proteínas sin conexión. SEARCH fue fundamental para permitir la creación de redes, lo que marcó el comienzo funcional del PBD.
El Protein Data Bank se anunció en octubre de 1971 en Nature New Biology  como una empresa conjunta entre el Cambridge CrystallogrPBDhic Data Center , Reino Unido y el Laboratorio Nacional Brookhaven, EE. UU.
Tras la muerte de Hamilton en 1973, Tom Koeztle asumió la dirección del PBD durante los siguientes 20 años. En enero de 1994, Joel Sussman, del Instituto de Ciencias Weizmann de Israel, fue nombrado director del PBD. En octubre de 1998, el PBD se transfirió al Laboratorio de Investigación en Bioinformática Estructural (RCSB); la transferencia se completó en junio de 1999. La nueva directora fue Helen M. Berman de la Universidad de Rutgers (una de las instituciones administradoras de la RCSB, la otra es el San Diego Supercomputer Center en UC San Diego ). En 2003, con la formación de la wwPDB, el PBD se convirtió en una organización internacional. Los miembros fundadores son PDBe (Europa), Research Collaboratory for Structural Bioinformatics (RCSB PBD) (Estados Unidos) y PDBj (Japón).  El   Biological Magnetic Resonance Bank (BMRB)  se incorporó en 2006. Cada uno de los cuatro miembros de wwPDB puede actuar como centro de depósito, procesamiento de datos y distribución de datos PDB. El procesamiento de datos se refiere al hecho de que el personal de wwPDB revisa y anota cada entrada enviada.  A continuación, se comprueba automáticamente la plausibilidad de los datos (el código fuente de este software de validación se ha puesto a disposición del público de forma gratuita).

### Crecimiento

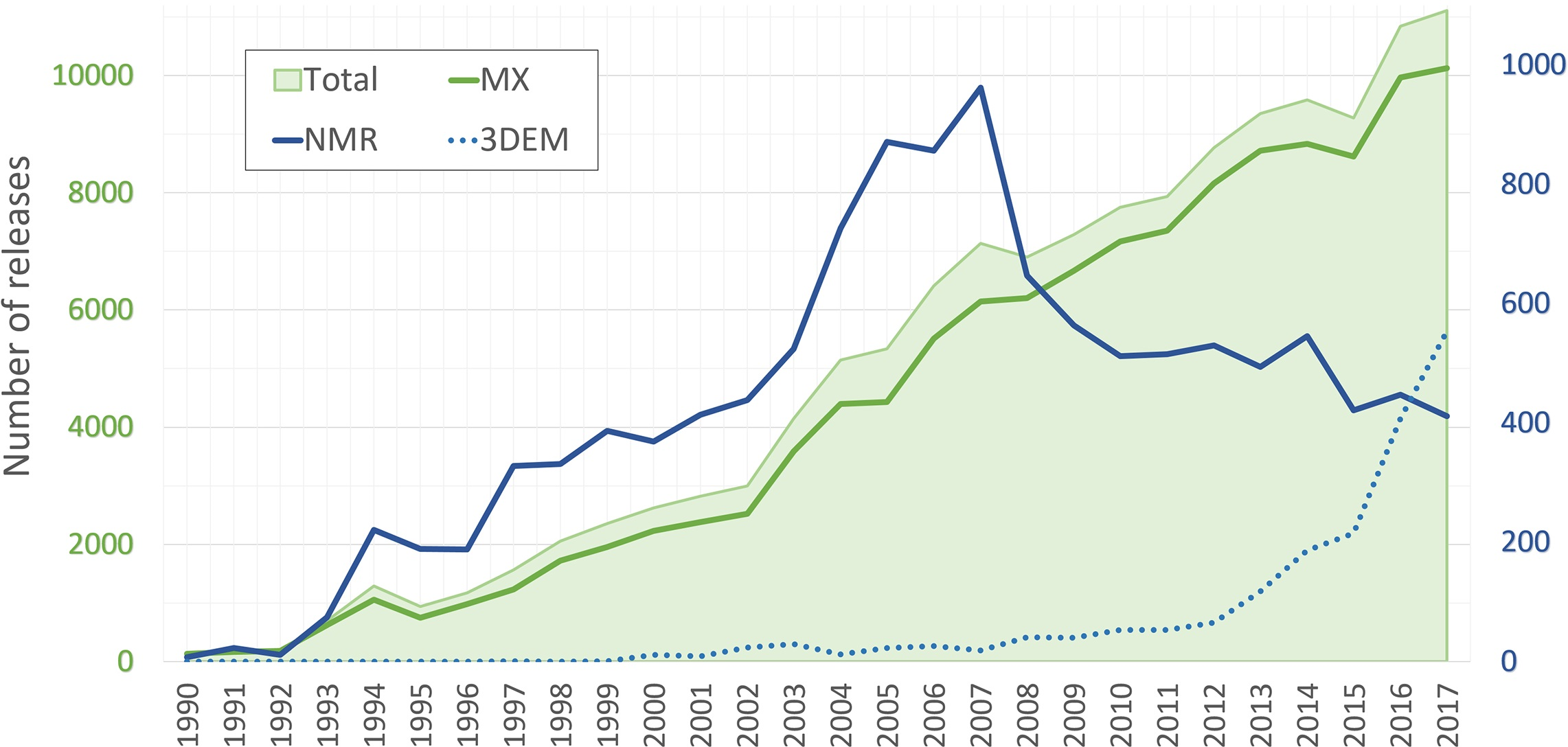
Tasa de determinación de la estructura proteica por método y año.MX=cristalografía, 3DEM = 3D Microscopía electrónica.

Cuando se fundó, el PDB contenía tan solo 7 estructuras de proteínas. Desde entonces ha experimentado un crecimiento aproximadamente exponencial en el número de estructuras y nada parece indicar que el ritmo vaya a decaer. La base de datos de la AP se actualiza semanalmente ( UTC +0 miércoles), junto con su lista de existencias.  A 1 de abril de 2020 , la PBD estaba compuesto por:
| Método experimental                            | Proteínas | Ácidos nucléicos | Proteína/Ácidos nucleicos complejos | Otros | Total  |
| ---------------------------------------------- | --------- | ---------------- | ----------------------------------- | ----- | ------ |
| Cristalografía de rayos X                      | 135170    | 2097             | 6945                                | 4     | 144216 |
| Espectroscopia de resonancia magnética nuclear | 11337     | 1325             | 264                                 | 8     | 12934  |
| Microscopía electrónica                        | 3475      | 35               | 1136                                | 0     | 4646   |
| Híbridos                                       | 155       | 5                | 3                                   | 1     | 164    |
| Otros                                          | 286       | 4                | 6                                   | 13    | 309    |
| Total:                                         | 150423    | 3466             | 8354                                | 26    | 162269 |

El ritmo de crecimiento del PDB ha sido analizado en profundidad en diversos estudios.